# Statut de cité au Royaume-Uni
 (mai 2018).
Si vous disposez d'ouvrages ou d'articles de référence ou si vous connaissez des sites web de qualité traitant du thème abordé ici, merci de compléter l'article en donnant les références utiles à sa vérifiabilité et en les liant à la section « Notes et références ».
Au Royaume-Uni, le statut de cité (city status) est un honneur civique que le Souverain octroie par des lettres patentes qu'il prend sur l'avis de ses ministres dans le cadre de la prérogative royale,. Il ne donne pas de privilèges particuliers, hormis le droit d'être officiellement appelé « City ».
Les cités sont traditionnellement des villes possédant une cathédrale anglicane et placées à la tête d'un diocèse.
Dans les années 1540, Henri VIII établit deux précédents : le droit du monarque d'octroyer le statut de cité et un lien entre celui-ci et celui de ville-cathédrale. En effet, après la dissolution des monastères, Henri VIII projette d'utiliser les revenus provenant de vingt grandes abbayes dissoutes pour créer treize évêchés. Seuls six diocèses sont créés mais chaque nouvelle ville-cathédrale obtient le statut de cité : Westminster dès 1540 ; puis Gloucester, Chester et Peterborough en 1541 ; enfin, Oxford et Bristol en 1542.
Dans ses Commentaries on the Laws of England, William Blackstone (1723-1780) définit comme suit une cité : « Une cité est une ville érigée en corporation, qui est ou a été le siège d'un évêque ; et quoique l'évêché soit aboli, comme à Westminster, cependant elle continue d'être une cité. ».
En 1927, la Commission royale sur l'administration locale reconnaît qu'en Angleterre et pays de Galles, dix-neuf localités — Bath, Canterbury, Carlisle, Chichester, Coventry, Durham, Ely, Exeter, Hereford, Lichfield, Lincoln, Londres, Norwich, Rochester, Salisbury, Wells, Winchester, Worcester et York — ont acquis, par prescription, le titre de cité. Elle considère qu'il n'y a pas de lien nécessaire entre le titre de cité et le siège d'un diocèse de l'Église d'Angleterre ou au pays de Galles : la création d'un nouveau siège n'a pas pour effet de conférer à ville concernée le titre de cité et ne lui donne aucun droit à des lettres patentes lui octroyant le titre de cité. La ville qui souhaite obtenir le titre de cité doit adresser une pétition au Souverain par l'intermédiaire du bureau de l'Intérieur. Il est du devoir du secrétaire d'État à l'Intérieur de soumettre la pétition au Souverain et de le conseiller sur la réponse à y apporter.
Lors de l'union des royaumes de Grande-Bretagne et d'Irlande, il ne subsistait, en Irlande du Nord, que deux cités : Londonderry et Armagh. La cité de Clogher avait été supprimée ; celle de Downpatrick avait disparu.
De nos jours, le statut de cité est octroyé à la suite d'un concours (competition) organisé dans le cadre de célébration d'un événément : ainsi, Brighton et Hove, Inverness et Wolverhampton, lauréates du concours organisé lors du passage en l'an 2000, ; Preston, Stirling, Newport, Lisburn et Newry, lauréates de celui organisé dans le cadre du jubilé d'or ; Perth, Chelmsford et St Asaph, lauréates de celui organisé dans le cadre du jubilé de diamant, ; Bangor, Colchester, Doncaster, Dunfermline, Milton Keynes et Wrexham, lauréates de celui organisé dans le cadre du jubilé de platine,.
Ce statut est uniquement conféré par lettres patentes et non par une charte royale. Cependant, certaines villes anglaises sont considérées comme des cités depuis le début de leur histoire, qu'elles possèdent ou non une cathédrale.

## Liste des cités
La liste suivante regroupe les communes du Royaume-Uni portant officiellement le titre de city en mars 2022. Les communes dont le statut est apparu à une date inconnue portent la mention « temps immémorial » (time immemorial). La colonne « cathédrale » recense les cathédrales diocésaines à l'origine du statut de cité avant 1888. Depuis, les modalités d'attribution du statut ont changé.
| Cité                | Nation          | Depuis                                                      | Cathédrale (pré-1888)         | Autorité municipale        | Population (2011) |
| ------------------- | --------------- | ----------------------------------------------------------- | ----------------------------- | -------------------------- | ----------------- |
| Aberdeen            | Écosse          | 1179                                                        | Cathédrale d'Aberdeen         | Autorité unitaire          | 217 120           |
| Armagh              | Irlande du Nord | 1994                                                        | Non concerné                  | District non métropolitain | 14 590            |
| Bangor              | Pays de Galles  | Temps immémorial 1927 : droit acquis par prescription 1974  | Cathédrale de Bangor          | Communauté                 | 21 735            |
| Bangor              | Irlande du Nord | 2022                                                        |                               |                            |                   |
| Bath                | Angleterre      | 1590 1927 : droit acquis par prescription, 1974             | Abbaye de Bath                | Charter trustees           | 83 992            |
| Belfast             | Irlande du Nord | 1888                                                        | Non concerné                  | District non métropolitain | 267 500           |
| Birmingham          | Angleterre      | 1889                                                        | Non concerné                  | District métropolitain     | 1 073 000         |
| Bradford            | Angleterre      | 1897, — 1974                                                | Non concerné                  | District métropolitain     | 293 717           |
| Brighton et Hove    | Angleterre      | 2001                                                        | Non concerné                  | Autorité unitaire          | 256 600           |
| Bristol             | Angleterre      | 1542 — 1974                                                 | Cathédrale de Bristol         | Autorité unitaire          | 428 200           |
| Cambridge           | Angleterre      | 1951 — 1974                                                 | Non concerné                  | District non métropolitain | 123 900           |
| Canterbury          | Angleterre      | Temps immémorial 1927 : droit acquis par prescription, 1974 | Cathédrale de Canterbury      | District non métropolitain | 151 200           |
| Cardiff             | Pays de Galles  | 1905, — 1974                                                | Non concerné                  | Autorité unitaire          | 346 100           |
| Carlisle            | Angleterre      | 1158 1927 : droit acquis par prescription, 1974             | Cathédrale de Carlisle        | District non métropolitain | 107 500           |
| Chelmsford          | Angleterre      | 2012                                                        | Non concerné                  | District non métropolitain | 168 300           |
| Chester             | Angleterre      | 1541 — 1974                                                 | Cathédrale de Chester         | Charter trustees           | 90 925            |
| Chichester          | Angleterre      | Temps immémorial 1927 : droit acquis par prescription, 1974 | Cathédrale de Chichester      | Paroisse civile            | 23 731            |
| Colchester          | Angleterre      | 2022,                                                       | Non concerné                  | District non métropolitain |                   |
| Coventry            | Angleterre      | 1345 1927 : droit acquis par prescription, 1974             | Cathédrale de Coventry        | District métropolitain     | 318 600           |
| Derby               | Angleterre      | 1977,                                                       | Non concerné                  | Autorité unitaire          | 236 300           |
| Doncaster           | Angleterre      | 2022                                                        |                               |                            |                   |
| Dundee              | Écosse          | 1191                                                        | Cathédrale de Dundee          | Autorité unitaire          | 152 320           |
| Dunfermline         | Écosse          | 2022                                                        |                               |                            |                   |
| Durham              | Angleterre      | Temps immémorial 1927 : droit acquis par prescription, 1974 | Cathédrale de Durham          | Charter trustees           | 42 123            |
| Édimbourg           | Écosse          | 1329                                                        | Cathédrale d'Édimbourg        | Autorité unitaire          | 486 120           |
| Ely                 | Angleterre      | Temps immémorial 1927 : droit acquis par prescription, 1974 | Cathédrale d'Ély              | Paroisse civile            | 15 102            |
| Exeter              | Angleterre      | Temps immémorial 1927 : droit acquis par prescription, 1974 | Cathédrale d'Exeter           | District non métropolitain | 119 600           |
| Glasgow             | Écosse          | 1492                                                        | Cathédrale de Glasgow         | Autorité unitaire          | 592 820           |
| Gloucester          | Angleterre      | 1541 — 1974                                                 | Cathédrale de Gloucester      | District non métropolitain | 123 205           |
| Hereford            | Angleterre      | 1189 1927 : droit acquis par prescription, 1974             | Cathédrale de Hereford        | Paroisse civile            | 55 700            |
| Inverness           | Écosse          | 2000                                                        | Non concerné                  | Ancien bourg royal         | 72 745            |
| Kingston-upon-Hull  | Angleterre      | 1897, — 1975                                                | Non concerné                  | Autorité unitaire          | 256 400           |
| Lancaster           | Angleterre      | 1937, — 1974                                                | Non concerné                  | District non métropolitain | 133 914           |
| Leeds               | Angleterre      | 1893, — 1974                                                | Non concerné                  | District métropolitain     | 770 800           |
| Leicester           | Angleterre      | 1919 — 1974                                                 | Non concerné                  | Autorité unitaire          | 294 700           |
| Lichfield           | Angleterre      | 1553 1927 : droit acquis par prescription, 1980             | Cathédrale de Lichfield       | Paroisse civile            | 30 583            |
| Lincoln             | Angleterre      | Temps immémorial 1927 : droit acquis par prescription, 1974 | Cathédrale de Lincoln         | District non métropolitain | 88 400            |
| Lisburn             | Irlande du Nord | 2002                                                        | Non concerné                  | District non métropolitain | 71 465            |
| Liverpool           | Angleterre      | 1881                                                        | Cathédrale de Liverpool       | District métropolitain     | 434 900           |
| Londonderry/Derry   | Irlande du Nord | 1613                                                        | Cathédrale de Londonderry     | District non métropolitain | 85 016            |
| Londres             | Angleterre      | Temps immémorial 1927 : droit acquis par prescription,      | Cathédrale Saint-Paul         | Statut sui generis         | 11 500            |
| Manchester          | Angleterre      | 1853, — 1974                                                | Cathédrale de Manchester      | District métropolitain     | 503 000           |
| Milton Keynes       | Angleterre      | 2022                                                        |                               |                            |                   |
| Newcastle upon Tyne | Angleterre      | 1882 — 1974                                                 | Cathédrale de Newcastle       | District métropolitain     | 273 600           |
| Newport             | Pays de Galles  | 2002                                                        | Non concerné                  | Autorité unitaire          | 145 700           |
| Newry               | Irlande du Nord | 2002                                                        | Non concerné                  | District non métropolitain | 27 433            |
| Norwich             | Angleterre      | 1195 1927 : droit acquis par prescription, 1974             | Cathédrale de Norwich         | District non métropolitain | 132 000           |
| Nottingham          | Angleterre      | 1897, — 1974                                                | Non concerné                  | Autorité unitaire          | 292 400           |
| Oxford              | Angleterre      | 1542 — 1974                                                 | Cathédrale d'Oxford           | District non métropolitain | 153 900           |
| Perth               | Écosse          | 2012                                                        | Non concerné                  | Ancien bourg royal         | 44 820            |
| Peterborough        | Angleterre      | 1541                                                        | Cathédrale de Peterborough    | Autorité unitaire          | 164 000           |
| Plymouth            | Angleterre      | 1928 — 1974                                                 | Non concerné                  | Autorité unitaire          | 256 700           |
| Portsmouth          | Angleterre      | 1926 — 1974                                                 | Non concerné                  | Autorité unitaire          | 200 000           |
| Preston             | Angleterre      | 2002                                                        | Non concerné                  | District non métropolitain | 140 200           |
| Ripon               | Angleterre      | 1836 — 1974                                                 | Cathédrale de Ripon           | Paroisse civile            | 15 922            |
| Salford             | Angleterre      | 1926 — 1974                                                 | Non concerné                  | District métropolitain     | 233 900           |
| Salisbury           | Angleterre      | 1227 1927 : droit acquis par prescription, 2009             | Cathédrale de Salisbury       | Paroisse civile            | 50 000            |
| Sheffield           | Angleterre      | 1893, — 1974                                                | Non concerné                  | District métropolitain     | 534 500           |
| Southampton         | Angleterre      | 1964 — 1974                                                 | Non concerné                  | Autorité unitaire          | 234 100           |
| Southend-on-Sea     | Angleterre      | 2022                                                        | Non concerné                  | Autorité unitaire          | 295 310           |
| St Albans           | Angleterre      | 1877, — 1974                                                | Cathédrale Saint-Alban (1877) | District non métropolitain | 140 600           |
| St Asaph            | Pays de Galles  | 2012                                                        | Non concerné                  | Communauté                 | 3 491             |
| St David's          | Pays de Galles  | 1994,                                                       | Non concerné                  | Communauté                 | 1 797             |
| Stirling            | Écosse          | 2002                                                        | Non concerné                  | Ancien bourg royal         | 33 710            |
| Stoke-on-Trent      | Angleterre      | 1925 — 1974                                                 | Non concerné                  | Autorité unitaire          | 239 700           |
| Sunderland          | Angleterre      | 1992,                                                       | Non concerné                  | District métropolitain     | 280 300           |
| Swansea             | Pays de Galles  | 1969, — 1974 — 1996                                         | Non concerné                  | Autorité unitaire          | 239 000           |
| Truro               | Angleterre      | 1877 — 1974                                                 | Cathédrale de Truro           | Paroisse civile            | 17 431            |
| Wakefield           | Angleterre      | 1888 — 1974                                                 | Cathédrale de Wakefield       | District métropolitain     | 76 886            |
| Wells               | Angleterre      | 1205 1927 : droit acquis par prescription, 1974             | Cathédrale de Wells           | Paroisse civile            | 10 406            |
| Westminster         | Angleterre      | 1540 — 1900                                                 | Non concerné                  | District londonien         | 236 000           |
| Winchester          | Angleterre      | Temps immémorial 1927 : droit acquis par prescription, 1974 | Cathédrale de Winchester      | District non métropolitain | 41 420            |
| Wolverhampton       | Angleterre      | 2001                                                        | Non concerné                  | District métropolitain     | 236 400           |
| Worcester           | Angleterre      | 1189 1927 : droit acquis par prescription, 1974             | Cathédrale de Worcester       | District non métropolitain | 94 100            |
| Wrexham             | Pays de Galles  | 2022                                                        |                               |                            |                   |
| York                | Angleterre      | Temps immémorial 1927 : droit acquis par prescription, 1974 | Cathédrale d'York             | Autorité unitaire          | 198 000           |